# 万楽駅
万楽駅（ばんらくえき）とは、中華人民共和国黒竜江省ハルビン市呼蘭区に位置する浜洲線、王万線の駅。

## 歴史
- 1899年　開業。

## 隣の駅
中華人民共和国鉄道部
浜洲線
ハルビン北駅 - 万楽駅 - 対青山駅
王万線
陳家駅 - 万楽駅
座標: 北緯45度53分01秒 東経126度27分25秒 / 北緯45.883595度 東経126.456862度